# Dioclea albiflora
Dioclea albiflora är en ärtväxtart som beskrevs av John Macqueen Cowan. Dioclea albiflora ingår i släktet Dioclea och familjen ärtväxter. Inga underarter finns listade i Catalogue of Life.